# Harald Hirschsprung

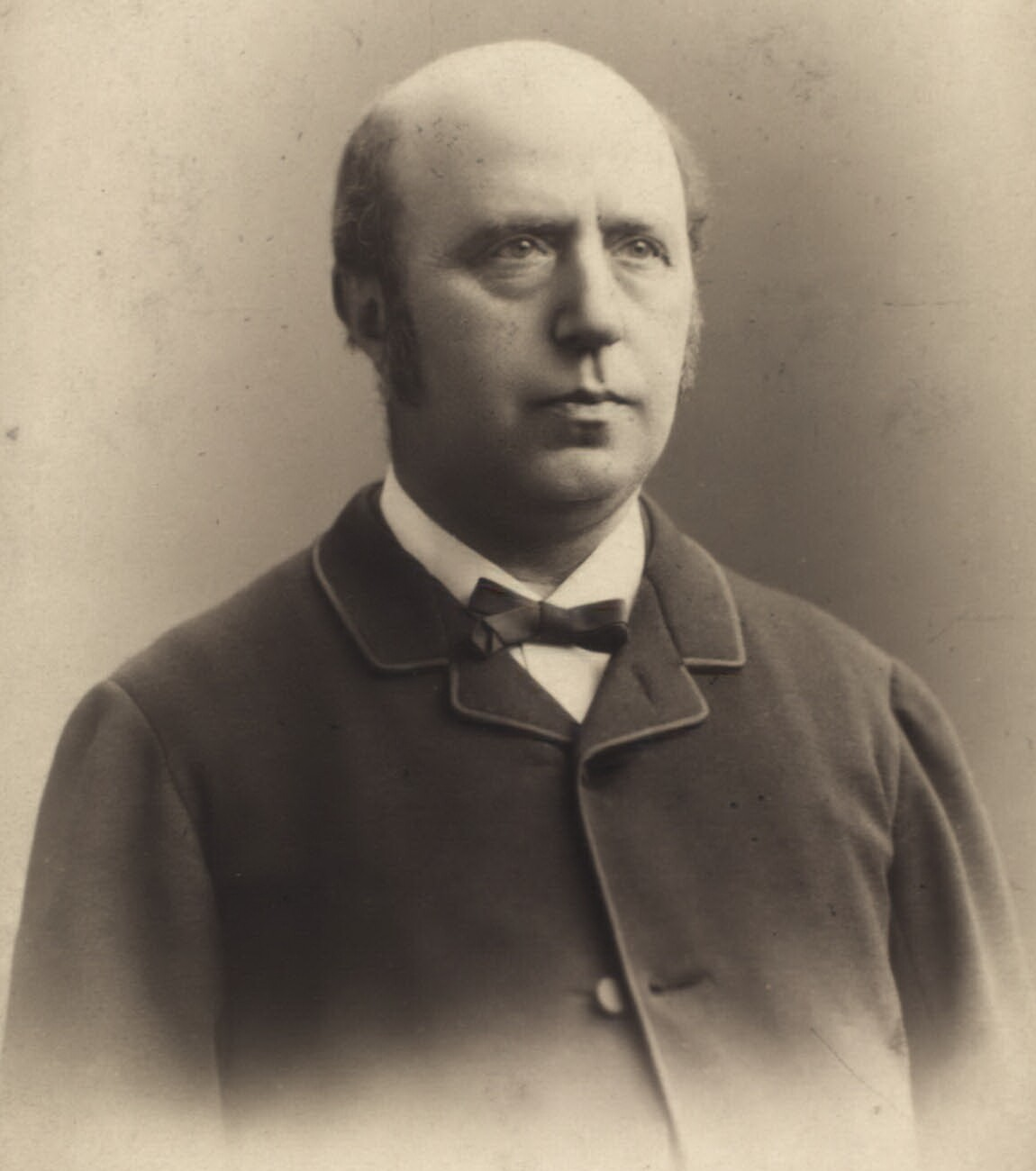
Harald Hirschsprung

Harald Hirschsprung (* 14. Dezember 1830 in Kopenhagen; † 11. April 1916) war ein dänischer Pädiater. Er ist der Namensgeber des Morbus Hirschsprung (auch Hirschsprungsche Krankheit), ein 1886 von ihm beschriebenes Megakolon.

## Familie
Harald Hirschsprung war der älteste Sohn des deutschstämmigen jüdischen Kaufmanns Abraham Marcus Hirschsprung (1793–1871) und seiner Ehefrau Petra, geb. Hertz (1804–1891). Der Vater gründete 1826 in Kopenhagen einen Tabakhandel unter dem Namen A M Hirschsprung & Sønner, den ursprünglich sein Sohn Harald übernehmen sollte. Weil der Vater andere Interessen an seinem ältesten Sohn erkannte, übernahmen an seiner Stelle die Brüder Bernhard (1834–1909) und Heinrich (1836–1908) die väterliche Firma. Sein Bruder Heinrich Hirschsprung war auch als Mäzen und Kunstsammler tätig und sowohl Gründer als auch Namensgeber von Den Hirschsprungske Samling.

## Studium und Beruf
Von 1848 bis 1855 studierte Harald Hirschsprung das Fach Medizin an der Universität Kopenhagen. Während seines Studiums spezialisierte er sich auf dem Gebiet der Magen- und Darmkrankheiten (Gastroenterologie). Seine Dissertation – vorgelegt am 11. Mai 1861 – verfasste er über den angeborenen Verschluss der Speiseröhre (Ösophagusatresie).
Ab 1870 arbeitete Hirschsprung in einem Hospital für Neugeborene. Infolge dieser Tätigkeit etablierte er sich als der erste Kinderarzt im Königreich Dänemark. Im Jahr 1879 wurde er Chefarzt im neu gegründeten Queen-Louisa-Kinderkrankhaus, das aufgrund der intensiven Forschungen zur Pädiatrie einen internationalen Ruf erzielen konnte.
Auf dem Berliner Kongress der Gesellschaft für Kinderheilkunde im Jahr 1886 hielt Harald Hirschsprung einen Vortrag mit dem Titel Stuhlträgheit Neugeborener infolge von Dilatation und Hypertrophie des Colons. Das von ihm erstmals beschriebene Erscheinungsbild Megacolon congenitum wird auch Hirschsprungsche Krankheit (Morbus Hirschsprung) genannt.
Bei einem Vortrag vor der Deutschen Gesellschaft für Kinderheilkunde in Wiesbaden berichtete er 1887 über Pylorusstenosen bei Säuglingsleichen und lenkte damit die Aufmerksamkeit auf dieses zuvor nur gelegentlich beschriebene Krankheitsbild.
1891 wurde Harald Hirschsprung zum Professor für Kinderheilkunde ernannt. Zur besonderen Form seiner Lehrtätigkeit zählten Unterrichtsstunden am Sonntagmorgen von 9:00 bis 11:00 Uhr.

## Schriften (Auswahl)
- Fälle von angeborener Pylorusstenose, beobachtet bei Säuglingen. In: Jahrbuch für Kinderheilkunde. Band 28, 1888, S. 61 ff.